# 白晶菊
白晶菊（学名：Leucanthemum paludosum）又名小白菊、雪地菊、晶晶菊等，为一、二年生草本花卉，植株高约10厘米，花顶生，花径3至4厘米，外围是纯白色舌状花瓣，花蕊为鲜黄色。花期早春至春末，花期长，可维持2～3个月。喜光照充足而凉爽的环境，性耐寒，忌高温多湿。适应性较强。原产于地中海地区，现为一种常见的观赏植物。
其种加词“paludosum”意为“沼泽的”、“湿地的”。
现接受名为白晶菊（Mauranthemum paludosum (Poir.) Vogt & Oberpr., 1995）。